# David Mathieson Walker
David Mathieson Walker (Columbus, Georgia, 1944. május 20.–Houston, Texas, 2001. április 23.) amerikai űrhajós.

## Életpálya
1966-ban a Haditengerészeti Akadémián (Annapolis) szerzett főiskolai diplomát. 1967-ben szerzett repülőgép vezetői jogosítványt. Az USS Enterprise és az USS America repülőgép-hordozókon  F–4 Phantom gépen repült. 1971-ben tesztpilóta képzést kapott, a haditengerészet repülőgépeit tesztelte. Több mint 75 000 órát töltött a levegőben (repülő/űrrepülő).
35 kiválasztott űrhajóssal együtt 1978. január 16-tól a Lyndon B. Johnson Űrközpontban részesült űrhajóskiképzésben. Kiképzését követően 1981-től az Űrhajózási Iroda biztonsági tisztje, technikai asszisztens. Az STS–5, az STS–6 küldetések támogató (tanácsadó, problémamegoldó) csoportjának tagja. 1985-től a támogató csoportok vezetője. Négy űrszolgálata alatt összesen 30 napot, 4 órát és 27 percet (724 óra) töltött a világűrben. Űrhajós pályafutását 1996. április 15-én fejezte be. Az NDC Voice Corporation (Dél-Kalifornia) alelnöke, majd a Global Industry vezetője (Aerospace).

## Űrrepülések
- STS–51–A, a Discovery űrrepülőgép 2. repülésének pilótája. Pályairányba állítottak kettő műholdat, visszanyertek kettő műholdat. Egy űrszolgálata alatt összesen 7 napot, 23 órát, 44 percet és 56 másodpercet (192 óra) töltött a világűrben. 5 293 786 kilométert (3 289 406 mérföldet) repült, 127-szer kerülte meg a Földet.
- STS–30, az Atlantis űrrepülőgép 4. repülésének parancsnoka. Útnak indították a Magellan űrszondát. Egy űrszolgálata alatt összesen 4 napot, 00 órát és 56 percet (97 óra) töltött a világűrben. 2 706 912 kilométert (1 477 500 mérföldet) repült, 65-ször kerülte meg a Földet.
- STS–53, a Discovery űrrepülőgép 15. repülésének parancsnoka. Az Amerikai Védelmi Minisztérium megbízásából teljesített szolgálatot. Egy űrszolgálata alatt összesen 7 napot, 7 órát és 19 percet (175 óra) töltött a világűrben. 4 900 000 kilométert (3 000 000 mérföldet) repült, 116-szor kerülte meg a Földet.
- STS–69, az Endeavour űrrepülőgép 9. repülésének parancsnoka. A világűrbe helyezték a Wake Shield laboratóriumot. Egy űrszolgálata alatt összesen 10 napot, 20 órát és 28 percet (260 óra) töltött a világűrben. 7 200 000 kilométert (4 500 000 mérföldet) repült, 171-szer kerülte meg a Földet.

### Tervezett űrrepülések
- STS–61–G űrrepülés kijelölt parancsnoka, de a Challenger-katasztrófa miatt törölték a programot.
- STS–44, az Atlantis űrrepülőgép 10. repülésének parancsnoka lett volna. Az STS–30 szolgálat ünnepélyes elismerésekor a T–38-as iskolagépével, az ünneplők feje felett 30 méterrel repült. A NASA repülőszabályainak megsértése miatt elvették parancsnoki megbízását.